# Cergol
Cergol je priimek v Sloveniji, ki ga je po podatkih Statističnega urada Republike Slovenije na dan 1. januarja 2010 uporabljalo 149 oseb in je med vsemi priimki po pogostosti uporabe uvrščen na 3.007 mesto.

## Znani slovenski nosilci priimka
- Ana Cergol Paradiž (*1983), zgodovinarka
- Andrej Cergol (1595—1645), humanist, filozof in matematik
- Anton Cergol (1608—1671), jezuit, šolnik
- Boris Cergol, matematik, informacijski strokovnjak/podjetnik?
- Ines Cergol  (*1959), slavistka, književnica in prevajalka
- Izidor Cergol, ljotičevec, Rupnikov propagandist med 2.sv.v.
- Iztok Cergol (*1982), glasbenik (poliintrumenstalist, dirigent, zborovodja)
- Jadranka Cergol Gabrovec (*1978), klasična filologinja, literarna znanstvenica
- Lucijan Cergol (*1957), alpinist in jamski reševalec
- Majda Cergol Cibic (*1952), slavistka, literarna organizatorka
- Mario Cergol (1911/12 - 1975), tržaški hokejist in trener iz Barkovelj
- Oskar Cergol (*1952), športnik - dvigovalec uteži